# Armen Petrosyan
Armen Petrosyan (Krasnoyarsk, 3 de noviembre de 1990) es un artista marcial mixto ruso-armenio. Actualmente compite para la Ultimate Fighting Championship (UFC) en la división de peso mediano. Siendo un competidor profesional de MMA desde 2018, anteriormente peleó en AMC Fight Nights, donde ostentó el Campeonato de Peso Semipesado de AMC Fight Nights.

## Primeros años
Armen Petrosyan nació en Krasnoyarsk el 3 de noviembre de 1990. Tiene doble ciudadanía rusa y armenia.
Petrosyan compitió en el Campeonato Mundial de Muaythai de la IFMA y ganó la medalla de oro y plata en 2015 y 2016 respectivamente. Compitió en la Copa Rusa de Muay Thai, ganando la medalla de oro en 2017. También compitió en el Campeonato Ruso de Muay Thai, ganando la medalla de plata en 2014, 2015 y 2017, así como la medalla de bronce en 2016

## Carrera de artes marciales mixta

### Carrera temprana y AMC Fight Nights
Petrosyan comenzó su carrera en MMA profesional en 2018. Hizo su debut en el torneo WCSA Combat Ring - Steel Heart 9 donde se enfrentó a Makhmadsharif Mirzokhodzhaev. Petrosyan ganó la pelea por nocaut en el primer asalto.
Petrosyan actuó en los torneos Fight Nights Global y WCSA Combat Ring - Steel Heart. En representación del equipo Haysport, derrotó a luchadores como Dmitry Minakov y Artur Aliskerov.
Petrosyan se enfrentó a Artur Aliskerov por el campeonato de peso semipesado de Fight Nights el 28 de agosto de 2020 en el Festival MMA: 75 aniversario de la gran victoria. Ganó la pelea por nocaut técnico en el primer asalto.
Petrosyan hizo su primera defensa del título contra Dmitry Minakov el 22 de enero de 2021, en Steel Heart XI . Ganó la pelea por nocaut en el segundo asalto.
Petrosyan se enfrentó a Hasan Yousefi el 18 de junio de 2021, en AMC Fight Nights 102. Perdió el título por nocaut técnico en el primer asalto.

### Dana White's Contender Series
Petrosyan se enfrentó a Kaloyan Konev el 19 de octubre de 2021 en el Dana White's Contender Series 44. Ganó la pelea por nocaut en el primer asalto, obteniendo un contrato con UFC.

### Ultimate Fighting Championship

#### 2022
En su debut en UFC, Petrosyan enfrentó a Gregory Rodrigues el 26 de febrero de 2022, en UFC Fight Night 202. Ganó la pelea por una controvertida decisión dividida en la que 10 de 14 medios de comunicación anotaron la pelea para Rodrigues.
Petrosyan enfrentó a Caio Borralho el 9 de julio de 2022, en UFC Fight Night 39. Perdió la pelea por decisión unánime.
Petrosyan enfrentó a AJ Dobson el 22 de octubre de 2022, en UFC 280. Ganó la pelea por decisión unánime.

#### 2023
Petrosyan enfrentó a Christian Leroy Duncan el 17 de junio de 2023, en UFC on ESPN 47. Ganó la pelea por decisión unánime.

#### 2024
Petrosyan estaba programado para enfrentar a Rodolfo Vieira el 4 de noviembre de 2023, en UFC Fight Night 231. Sin embargo, la pelea fue cancelada después de que Petrosyan se enfermara detrás del escenario durante el evento. El par fue reprogramado para el 10 de febrero de 2024, en UFC Fight Night 236. Perdió la pelea por sumisión en el primer asalto.

## Campeonatos y logros
- AMC Fight Nights
  - Campeonato de Peso Semipesado de AMC Fight Nights (Una vez)

## Récord de artes marciales mixtas
| Récord profesional | Récord profesional | Récord profesional |
| 12 peleas          | 9 victorias        | 4 derrotas         |
| ------------------ | ------------------ | ------------------ |
| Nocaut             | 6                  | 2                  |
| Sumisión           | 0                  | 1                  |
| Decisión           | 3                  | 1                  |
| Empate             | 0                  | 0                  |

| Resultado | Récord | Oponente                     | Método                              | Evento                                              | Fecha                 | Ronda | Tiempo | Localización      | Notas                                                        |
| --------- | ------ | ---------------------------- | ----------------------------------- | --------------------------------------------------- | --------------------- | ----- | ------ | ----------------- | ------------------------------------------------------------ |
| Derrota   | 9–4    | Sharabutdin Magomedov        | KO (puñetazo giratorio hacia atras) | UFC 308                                             | 26 de octubre de 2024 |       |        | Abu Dabi          |                                                              |
| Derrota   | 9–3    | Rodolfo Vieira               | Sumisión (arm-triangle choke)       | UFC Fight Night: Hermansson vs. Pyfer               | 10 de febrero de 2024 | 1     | 4:48   | Las Vegas, Nevada |                                                              |
| Victoria  | 9–2    | Christian Leroy Duncan       | Decisión (unánime)                  | UFC on ESPN: Vettori vs. Cannonier                  | 17 de junio de 2023   | 3     | 5:00   | Las Vegas, Nevada |                                                              |
| Victoria  | 8–2    | A.J. Dobson                  | Decisión (unánime)                  | UFC 280                                             | 22 de octubre de 2022 | 3     | 5:00   | Abu Dhabi         |                                                              |
| Derrota   | 7–2    | Caio Borralho                | Decisión (unánime)                  | UFC on ESPN: dos Anjos vs. Fiziev                   | 9 de julio de 2022    | 3     | 5:00   | Las Vegas, Nevada |                                                              |
| Victoria  | 7–1    | Gregory Rodrigues            | Decisión (dividida)                 | UFC Fight Night: Makhachev vs. Green                | 26 de febrero de 2022 | 3     | 5:00   | Las Vegas, Nevada |                                                              |
| Victoria  | 6–1    | Kaloyan Kolev                | KO (patada alta y golpes)           | Dana White's Contender Series 44                    | 19 de octubre de 2021 | 1     | 4:27   | Las Vegas, Nevada |                                                              |
| Victoria  | 5–1    | Alexander Zemlyakov          | TKO (patada al cuerpo y golpes)     | Colosseum MMA: Battle of Champions 22               | 25 de julio de 2021   | 1     | 0:15   | Moscú             |                                                              |
| Derrota   | 4–1    | Hassan Yousefi               | TKO (golpes)                        | AMC Fight Nights 102                                | 18 de junio de 2021   | 1     | 1:02   | Krasnoyarsk       | Perdió el Campeonato de Peso Semipesado de AMC Fight Nights. |
| Victoria  | 4–0    | Dmitry Minakov               | KO (patada al cuerpo)               | AMC Fight Nights: Steel Heart XI                    | 22 de enero de 2021   | 2     | 3:09   | Magnitogorsk      | Por el Campeonato de Peso Semipesado de AMC Fight Nights.    |
| Victoria  | 3–0    | Artur Aliskerov              | TKO (golpes)                        | MMA Festival: 75th Anniversary of the Great Victory | 28 de agosto de 2020  | 3     | 3:32   | Rostov del Don    | Ganó el Campeonato de Peso Semipesado de AMC Fight Nights.   |
| Victoria  | 2–0    | Sultan Gizatulin             | TKO (patada a la cabeza)            | WCSA Combat Ring 29: Steel Heart 10                 | 26 de abril de 2019   | 3     | 2:07   | Magnitogorsk      |                                                              |
| Victoria  | 1–0    | Makhmadsharif Mirzokhodzhaev | TKO (golpes)                        | WCSA Combat Ring 27: Steel Heart 9                  | 12 de octubre de 2018 | 1     | 2:28   | Magnitogorsk      |                                                              |